# سوني واين
سوني واين هو ممثل هندي، ولد في 19 أغسطس 1983م.

## وصلات خارجية
- سوني واين على موقع IMDb (الإنجليزية)
- سوني واين على موقع قاعدة بيانات الفيلم (الإنجليزية)